# Manel (groupe)
Pour les articles homonymes, voir Manel.
Manel est un groupe de pop folk catalan.
Groupe phare de la scène catalane, leur succès a rapidement conquis le reste de l'état espagnol, puis l'étranger avec des concerts en France, Suisse, Allemagne, Angleterre et New-York.
Tant dans des salles emblématiques du circuit rock (Apolo à Barcelone, Scala (club) à Londres) comme des festivals (Primavera Sound Festival),.

## Débuts du groupe
Les membres du groupe ont fréquenté le même lycée (Escola Costa i Llobera) de Barcelone sans se connaitre alors à cause de leurs différences d'âge.
En 2007, ils participent sous le nom de Manel au concours de maquettes Sona9 qui les mène en finale, dans la foulée le groupe gagne le Premi joventut. L'argent de ces récompenses va leur permettre d'enregistrer leur premier album.
Dès lors, ils suscitent de très bonnes critiques et un fort soutien du public.

## Membres
- Guillem Gisbert : chanteur principal, ukulélé.
- Arnau Vallvé : voix, batterie, percussion.
- Martí Maymó : voix, basse, contrebasse, clarinette, flûte à bec.
- Roger Padilla : voix, guitare, banjo, mélodica, mandoline, ukulélé.